# Piper borbonense
Espèce
Piper borbonense est une espèce de plantes à fleurs de la famille des Piperaceae et du genre Piper. Originaire de Madagascar, ses baies sauvages sont utilisées comme épice : il est connu sous le nom de poivre Voatsiperifery.